# Željko Kozinc
Željko Kozinc, psevdonim Peter Malik, slovenski pisatelj, pesnik, dramatik, scenarist in novinar, * 22. maj 1939, Zagreb.

## Življenje in delo
Študiral je umetnostno zgodovino, a študija ni zaključil. Zaposlil se je kot novinar, kasneje je bil tudi urednik Sobotne priloge pri časopisu Delo. Za Delovo prilogo Polet piše članke o pohodništvu.
Piše predvsem kriminalke.

### Proza
- Živ, (1990)
- Lovci na Rembrandta, (1992)
- Lovišča, (1993)
- Woodyjev kanal, (1994)
- Mišnica inšpektorja Kosa, (1994)
- Lep dan kliče, 150 izletov po Sloveniji (1999)
- Lep dan kliče 2, 100 izletov (2001)
- Lep dan kliče 3, 150 izletov (2002)
- Lep dan kliče 4, 100 izletov (2007)
- Libero, (2001)
- Visoki tujec, (2004)
- Pridite po Rembrandta, (2006)
- Dotik sveta: zgodba arhitekta Janeza Hacina, (2006)
- Votel kamen, (2009)

### Poezija
- Jastrebja zibel, (1989)
- Kača pod kamnom, (1989)
- Pot podob, (1991])
- Vrtinec, (2000)
- Svetla praprot, (2002)
- Sledi na slani, (2011)

### Dramatika
- Brezjansko polje : dramska kronika v trinajstih slikah, (1979)

## Filmografija

### Scenarij
- Krč (1979)
- Učna leta izumitelja polža (1982)
- Dih (1983)
- Nobeno sonce (1984)
- Chistophoros (1985)
- Z bolečino v srcu (1986) - TV drama
- Čas brez pravljic (1987)
- Ječarji (1991)